# 中美撞机事件
中美撞机事件，又称81192撞机事件，美国称海南岛事件（英語：Hainan Island incident），是于北京时间2001年4月1日上午在南海靠近海南岛上空，中美两国军机发生的一起空中相撞事故。
当日，一架美国海军EP-3型偵察機在中华人民共和国划定之南海专属经济区上空执行监视任务，中国人民解放军海军航空兵适逢2架歼-8II战斗机正在巡逻并跟随，其中一架在中国海南岛东南110公里的南海上空产生碰撞后坠毁，飞行员王伟少校跳伞下落不明，后被中国政府确认死亡，殁年32岁。而美国的军机则在未经中国政府允许的情况下迫降海南陵水机场。
中国指责美国侦察机故意撞向歼-8战斗机，并且在没有通知和许可的情况下降落于中华人民共和国领土，认为美方应承担全部责任。美国则否认美方侦察机存在故意或主动撞击，认为碰撞发生于国际空域，美军侦察机在行使国际法的飞越自由，且歼-8战斗机多次主动进行具有危险性的逼近，最终撞击了EP-3，责任在中方。
中美双方就事件责任僵持不下，更演变成为了一场外交危机。经过谈判，事件最终以美国表示遗憾，中国在4月11日释放美军、交还飞机告终。至今，中国社会上依然有对王伟的官方和非官方的纪念和缅怀活动。

## 背景

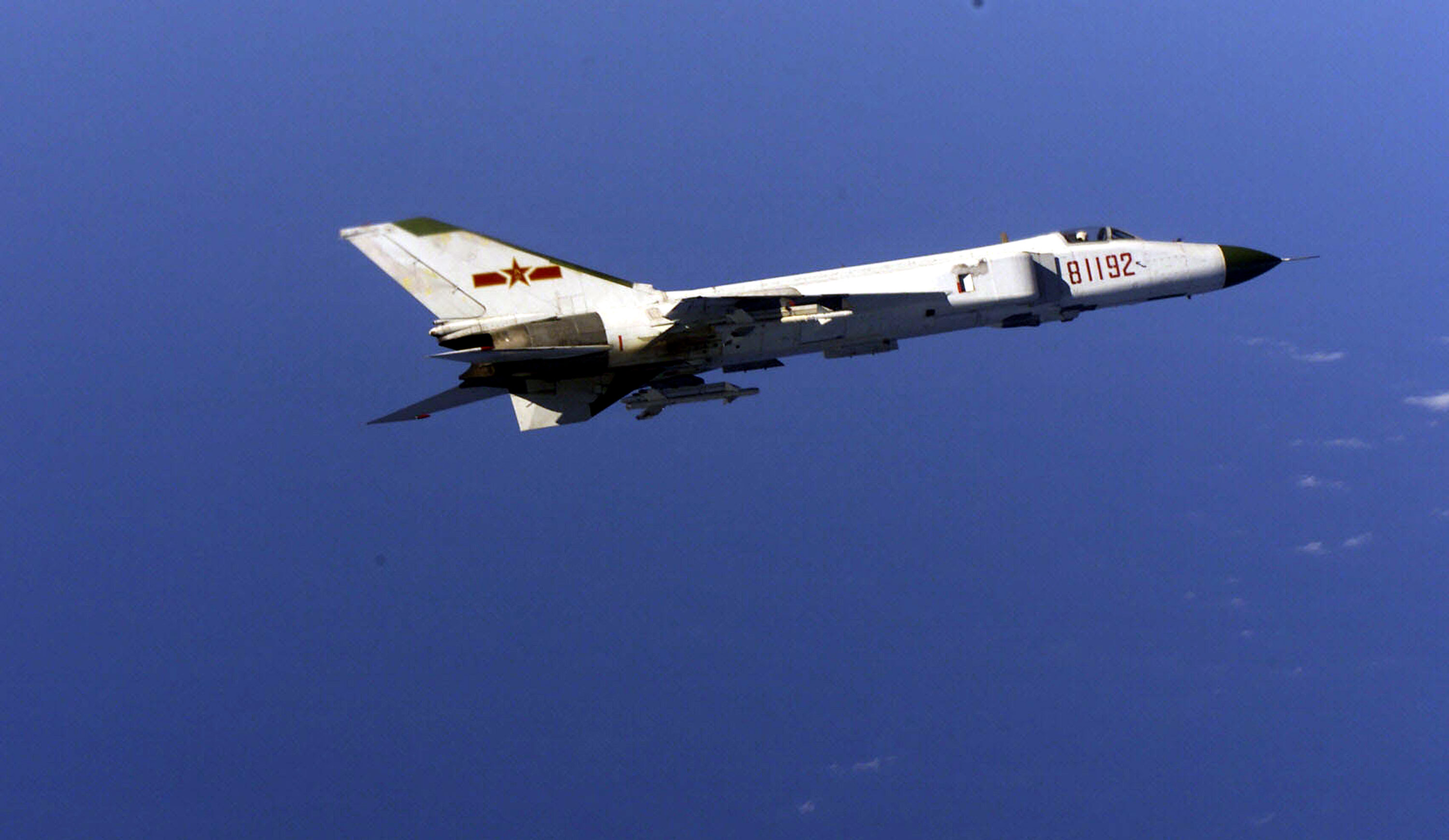
涉事的中國人民解放軍海軍航空兵81192號殲-8B戰鬥機。

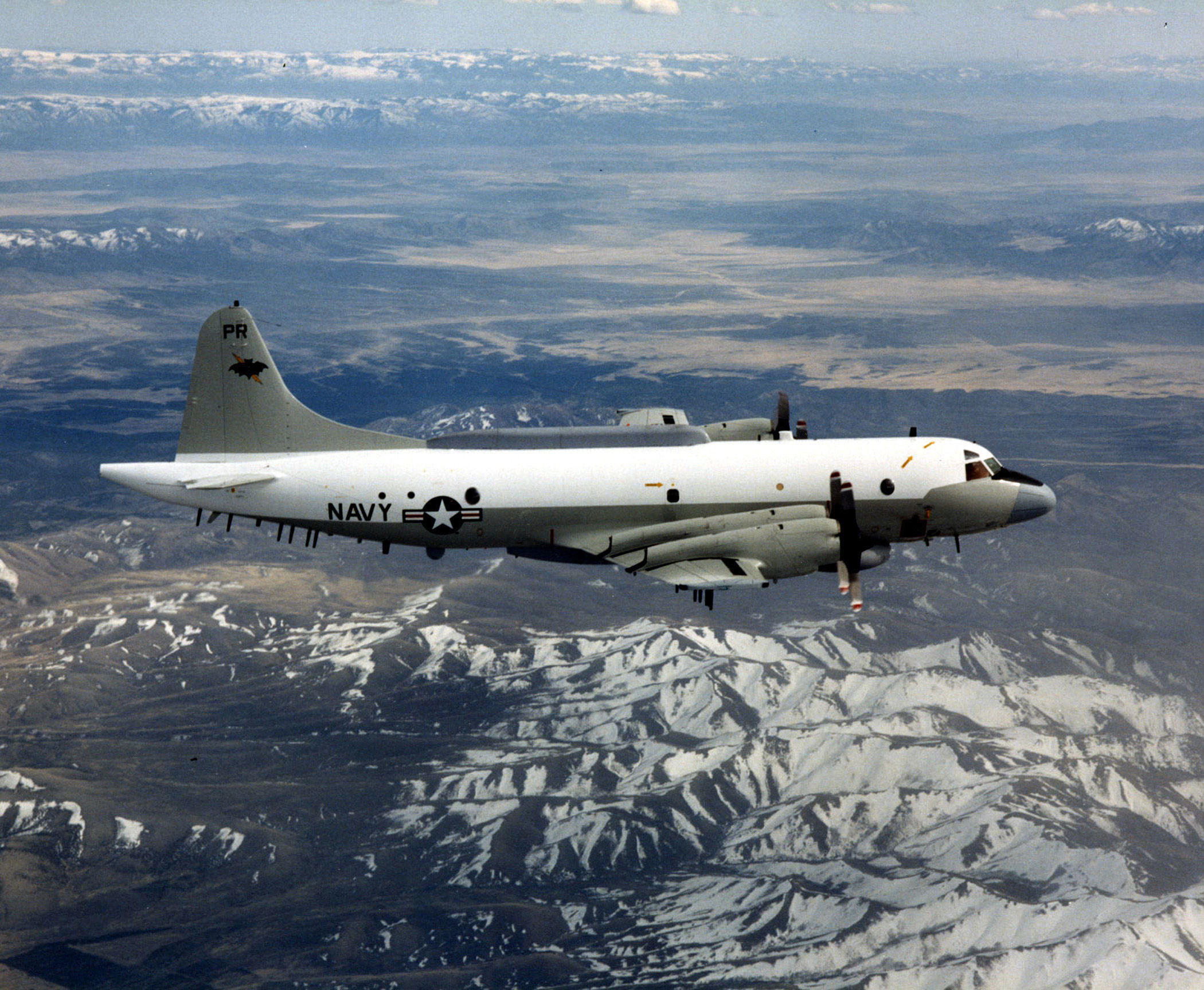
涉事的美國海軍航空兵EP-3E偵察機的同型飛機。

事發海域屬於極富爭議的南海海域，在戰略上一直極為敏感，美國和中華人民共和國都認同（缺乏佐證資料）這片海域是依據《聯合國海洋法公約》的中國專屬經濟區。美方認為，其在這一海域飛行具有合法性，南海的這一海域靠近中華人民共和國根據聯合國海洋法公約主張擁有主權的西沙群島專屬經濟區。中國解釋公約允許它進行排他性軍事活動的權利，但美國不承認中國在西沙群島和海南島專屬經濟區內的排他性主張，認為公約賦予所有國家在其他國家專屬經濟區的飛機和船隻航行自由，包括軍用飛機和船隻。
中国人民解放军在海南岛建设了部署有苏-27战斗机的军事基地，岛上还设有一个追踪美国空军飞行活动和监控交通与商业通信卫星的大型的电子情报设施。早在1951年5月22日，海南岛就成为了在美国授意下，以香港启德机场为基地的英国皇家空军的监视目标。涉事的BuNo 156511号EP-3机组从2001年1月就开始在西太平洋地区执飞侦察任务。

## 经过

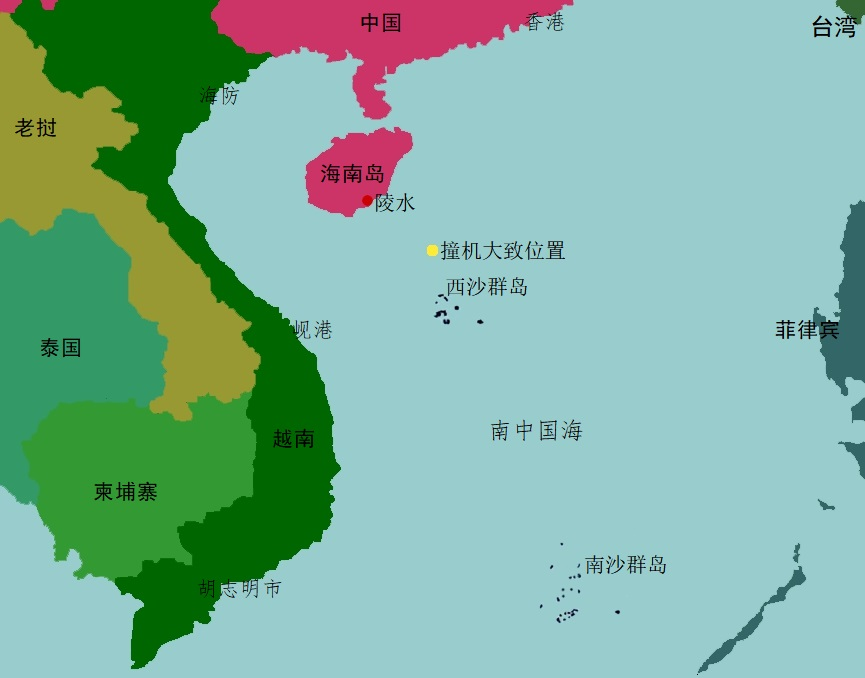
撞击点大致位置

北京时间2001年4月1日8时55分，从嘉手纳空军基地起飞，隶属于美国海军航空兵空中侦查第1“全球观察者”中队（VQ-1），正在执行PR32任务的美国海军EP-3型BuNo 156511号侦察机在中国海南岛东南70英里（110公里）的中国专属经济区上空侦查。中国发现美国一架EP-3型侦察机飞抵中国海南岛东南海域上空，由中国人民解放军调遣两架歼-8 II歼击机进行寻找。
美军军机在进行侦察任务完成后准备返航，与中国海军航空兵的两架歼八型飞机相遇。
中方调查指出，9时7分，解放军飞机在海南岛东南104公里处正常飞行时，美机突然转向，其左翼先同王伟驾驶的解放军海军航空兵81192号战斗机相撞，随后机鼻整流罩亦撞上81192号而脱落，撞击造成解放军飞机坠毁，驾驶员王伟少校跳伞后下落不明。因EP-3碰撞痕迹自左翼起，经一号发动机，延伸至机首，两者当时非平行飞行。
美方结论认为，9点15分，侦察机在六小时的侦察任务结束启程返航，在途经中国海南岛海岸线约70英里（110公里）的空域时，遭遇两架从中国海南陵水机场起飞的中国解放军歼-8战斗机。当时EP-3侦察机的飞行高度22000英尺（6700米），航向110°，时速180海里（210英里）。其中一架由王伟少校驾驶的，编号为81192的歼-8 II战斗机连续贴近EP-3。美国机组人员在回忆时宣称，中国战机连续两次非常贴近美机，然后又忽然离开，最近的时候双方的距离还不到3米。王伟用单手驾机，取下氧气罩，努力地用一只手向美机人员打手势，似乎是要美机走开。由于气流作用，王伟的飞机当时很不稳定，不断上下抖动。王伟第三次逼近是从美机左后方，速度很快。美机飞行员沙恩·奥斯本上尉说，可能是为了缓冲逼近的速度，王伟把机头上抬，带动机身向上倾斜，撞上了EP-3侦察机一号发动机的螺旋桨。王伟的飞机立即断为两截，王伟跳伞逃生，后来下落不明，而美机机鼻脱落，一只发动机撞毁。美机紧急迫降在海南岛的陵水军用机场。王伟跳伞后落海失踪。另据五角大楼的说法，当时歼8的座舱被撞毁，因此飞行员当场身亡。美机未经中国许可的情况下进入中华人民共和国领空，并于9时33分降落在海南陵水机场。

## 各方反应

### 中华人民共和国
中方认为美方无视国际法上的有关制度，滥用飞越自由，是造成此次撞机事件的主要原因。
美方称4月1日的撞机事件发生在国际空域，在该空域飛行的美国飞机享有飞越自由。中方认为，此次中美飞机相撞发生在距海南岛东南104公里处的中国近海上空，这是属于中国专属经济区的上覆空域。根据现行的国际法制度，虽然所有国家在他国专属经济区上空都享有飞越自由，但是这项自由绝不是无限制的，各国在行使这项飞越自由时要受到国际法有关规则的约束。1982年《联合国海洋法公约》第58条规定，各国只是在该公约有关规定的限制下才享有在他国专属经济区上空的飞越自由。该条第三款明确地规定了这种限制，即各国在他国专属经济区上空行使飞越自由时，“应当顾及沿海国的权利和义务，并遵守沿海国按照本公约的规定和其他国际法规则所制定的与本部分不相抵触的法律规章”。根据公约第56条的规定，沿海国对专属经济区的权利除开发、利用、养护和管理自然资源外，还享有该公约所规定的其他权利。按照公约第301条，一国在行使其公约下的权利或履行其公约下的义务时，“应不对任何国家的领土完整或政治独立进行任何武力威胁或使用武力，或以任何其他与《联合国宪章》所载国际法原则不符方式进行武力威胁或使用武力。”这一规定表明，沿海国在其专属经济区内的“其他权利”就包括其国家主权与领土完整不受侵犯及维护其国家安全及和平秩序等一般国际法上的权利。据此，一国飞机在另一国专属经济区上空行使飞越自由时，必须尊重沿海国的国家主权和领土完整，不得危害沿海国的国家安全与和平秩序，任何无视沿海国上述权利的行为都是对飞越自由的滥用。美国没有签署《联合国海洋法公约》，但中方认为海洋法公约的上述一系列规定已成为公认的国际法规则，即使尚未成为海洋法公约的缔约国同样也要受到这些规则的拘束。
对于美方一开始消极处理的态度，时任中共中央总书记、中国国家主席、中央军委主席的江泽民说道：「在美国街上如果两人相撞，都会说声Sorry，美方现在这样一句话不说，不太好吧！」
4月1日撞机事件后，中国方面先后有「人机都不放」、「人机同时放」、「先放人后放机」三种方案。再后中共中央在4月2日最终确定了「人机分离」的原则。其主要因为：“第一，如果此时把美国24个人扣在中国时间太长，会引起美国民众的强烈反感；第二，美国的复活节（4月20日）即将来临，这在美国是一个很重要的节日，如果到那时美机组人员还不能与其家人团聚，也会造成美国民众对我的反感，对中国的外交斡旋会造成不利影响。”在这样的原则下，4月11日下午，美国驻华大使普理赫向中国外交部长唐家璇递交了关于美国军用侦察机撞毁中国军用飞机的致歉信，中方同意释放24名美国机组人员，他们將于4月12日早晨6时离开中国。4月12日清晨美机载24名美国机组人员回国，7月3日晚美国军用侦察机经拆卸后由俄罗斯运输机运离中国并于次日抵达夏威夷。
事件发生后，中国政府向美国提出了100万美元的索赔要求，但遭到美方拒绝，美国只同意支付机组11天食宿费用34567.89美元，赔偿问题就此不了了之。撞机事件惹民愤。中国要求美国停止在中国沿海的侦察活动并正式道歉。

### 美国
美国总统喬治·沃克·布什对中国的两个主要要求都予以拒绝。美国从来不承认中国对西沙群岛的主权声索，指出《联合国海洋法公约》允许所有国家的飞机和船舶，包括军用飞机和船舶，在一国专属经济区内自由航行，表明美国不可能停止在该海域的侦察活动，也不能为不是自己造成的事故致歉。于是双方陷入外交僵局。4月4日，美国国务卿克林·鲍威尔在接受记者采访的时候，对中国飞行员的失踪表示遗憾，并在稍后以个人名义致信主管外交事务的中国国务院副总理钱其琛，表示了遗憾。这样僵局才有所松动。4月5日，中美官员达成结束撞击事件的五点方案，其中包括美国大使给中国外交部长唐家璇發出一封公开署名信函，对中国飞行员的失踪和美国飞机进入中国领空表示遗憾，中国方面具体安排释放机组人员，并和美国方面商讨归还美国飞机和防止今后出现类似事件等问题。最后几经修改，才出现了著名的“两个遗憾”的信件。这就是美国对中国飞行员的损失向中国人民和飞行员家属表示「真诚的遗憾」，对美国飞机在没有得到中方口头许可而进入中国领空并降落深表遗憾。
在美国机组人员获释放後，该美军侦察机仍滞留在海南岛。美国曾向中方提出拟派遣工程人员前往海南岛为军机进行维修，但中方拒绝让美国军机直接飞离，又拒绝以美军运输机将之运走。最後美国决定派遣工程人员将之拆件，并以一架从俄罗斯租用的安-124巨型运输机把部件运走，在6月6日与中方达成共识。
5月29日，美国恢复对中国的侦察活动。7月3日，美军军机拆卸完毕，由安-124巨型运输机运走，至翌日抵达夏威夷的美军基地。

## 影响
事件影响了中美关系。中方于5月曾拒绝一艘美国军舰在中国港口停泊作例行访问，拟於6月到访香港的美国两栖突击舰「仁川号」，也于5月15日遭中方拒绝让其进入香港。 
事件发生后，中美民间的黑客之间发生的网络大战愈演愈烈。自4月4日以来，中国一些黑客组织则在“五一”期间不断攻击美国网站，美国黑客组织PoizonBOx则发动了反击战。此事件之后中方军机对美侦察机的伴飞不再过于采取逼迫式。至今，中国官方媒体及民间每年仍有对飞行员王伟的纪念活动。
2017年，《The Intercept》记者发现爱德华·斯诺登提供的美国国家安全局机密文件中，有一份美方侦察机的损失报告，并在4月10日公布了文件。该报告中详细阐述了该机上可能搭载的设备及撞机事件中的损失。报告中认为，虽然美军机组有足够时间且执行了紧急销毁程序，但因为程序和行动上的混乱与不足，许多机密信息或设备可能未遭彻底破坏而可能泄密。该报告的结论认为，这未造成灾难性的情报损失，损失程度为中低。尽管中方仍可能从中了解并增强自身的反侦察能力，但在事发3个月后，美方所掌握的中方通信方法未发生变化，并且美方人员相信可以在短时间内应对可能出现的新的反制措施。记者西莫·赫許于2010年发表在《纽约客》上的文章称，美国直至2008年才完全意识到该事件的情报损失程度，其中称中国在美国拦截的通信中有意炫耀其已知这样的拦截且有能力拦截美国海军的通信内容，不过他没有具体解释为何认为这与中美撞机事件相关。

## 争议
对于中方执飞战机的机身编号，既存在观点认为是81192，也有观点认为应为81194。持这种观点的人认为，中国海军航空兵当时并非一名飞行员专门驾驶一架飞机，因此执勤时驾驶的歼-8II机号存在着改变的可能。事件后网络上多次有人发布拍摄到的编号81192号的歼-8II照片。另按事发后《中国航空图志》中刊登的一篇文章，航空史学家陈应明为王伟烈士的亲属所赠送王伟座机飞机模型上的机身编号为81194。
此外，还有观点认为其机身编号为81097号。
当时中国官方的新华社、人民日报和中央电视台都没有提及涉事飞机的具体机号。2014年4月1日晚，中国中央电视台新闻频道在播报纪念牺牲飞行员王伟的新闻中提及中美南海撞机事件中中国军机编号为81192，此后的纪念报道中也称81192战机。

## 相關
- 中美关系
  - 银河号事件
  - 美军轰炸中国驻南斯拉夫联盟使馆事件（五八事件）
- 1969年EC-121擊落事件
- 1983年大韓航空007號班機空難
- 巴倫支海手術刀事件－1986年蘇聯苏-27战斗机與挪威空軍P-3B反潛機相撞